# Iñigo Córdoba
Iñigo Córdoba Querejeta (* 13. März 1997 in Bilbao) ist ein spanischer Fußballspieler.

## Karriere

### Verein
Córdoba wurde in Bilbao geboren und begann mit dem Fußballspielen bei Askartza Claret in Leioa im Ballungsraum von Bilbao. Er kam dann 2009 in die Fußballschule von Athletic Bilbao, welches für seine Vereinspolitik, demzufolge nur Spieler aus dem Baskenland spielen dürfen, bekannt ist. 2014 wurde er im Alter von 17 Jahren bei CD Baskonia, der Ausbildungsmannschaft von Athletic, untergebracht und spielte mit der ersten Mannschaft in der vierten Liga. Nach einem Jahr, in dem Córdoba 34 Spiele absolvierte, fand er sich in der zweiten Mannschaft von Athletic Bilbao wieder. Für diese kam er zu 21 Einsätzen in der zweiten Liga, stand allerdings in lediglich sieben Partien in der Startelf. Zum Saisonende stieg die Reservemannschaft in die dritte Liga ab. Dort eroberte sich Córdoba nach und nach einen Stammplatz und kam dabei als linker Außenstürmer zum Einsatz. Dabei stand er in 25 seiner 32 Ligaeinsätze in der Anfangself. In der Saison 2017/18 kam Córdoba – er unterschrieb im Sommer 2017 einen bis 2021 laufenden Vertrag – in der ersten Mannschaft in der Primera División zum Einsatz und spielte – als linker Außenstürmer – in 30 Punktspielen, wobei er allerdings in lediglich 18 davon Teil der Anfangself war. In dieser Saison bewegte sich Athletic Bilbao in der Liga lange Zeit im Mittelfeld der Tabelle und belegte schlussendlich den 16. Tabellenplatz. Zudem spielte der Verein in der UEFA Europa League, wo die Basken das Achtelfinale erreichten und dort gegen den späteren Finalisten Olympique Marseille ausschieden.
Auch in der Folgesaison war Córdoba – im April 2018 wurde sein Vertrag bis 2022 verlängert – zu seinen Spielen gekommen, ohne dabei wirklich regelmäßig von Beginn an zu spielen. Athletic Bilbao kämpfte zwischenzeitlich gegen den Abstieg und stand auf einem Abstiegsplatz, kletterte in der Folgezeit aber dank einer Leistungssteigerung auf einen Europapokalrang, am letzten Spieltag verpasste es die Teilnahme am internationalen Geschäft und belegte zum Saisonende den achten Platz. Für Córdoba begann die Saison 2019/20 mit einer Oberschenkelverletzung und somit verpasste er die ersten zwei Spieltage, ehe er in der Folgezeit – oftmals als linker Außenstürmer, manchmal aber auch als linker Mittelfeldspieler – öfters zum Einsatz kam, allerdings auch in manchen Spielen nicht zum Kader gehörte. Bei seinen Einsätzen gehörte er dieses Mal auch oftmals zur Startformation. Da Córdoba in der Folgezeit häufiger nicht zum Einsatz kam, wurde er kurz vor Ende des Wintertransferfensters der Saison 2020/21 innerhalb der Liga an das ebenfalls im Baskenland beheimatete Deportivo Alavés verliehen, wo er anfänglich zum Einsatz kam, jedoch später den Rest der Saison wegen einer Knieverletzung verpasste. Mit zwei Punkten Vorsprung auf den 18. Platz gelang dem Verein als Tabellen-16. der Klassenerhalt. Daraufhin kehrte Córdoba zu Athletic Bilbao zurück, wurde allerdings kurz vor Ende des Sommertransferfensters der Saison 2021/22 erneut verliehen, nun in die Niederlande an Go Ahead Eagles Deventer. Zuvor verlängerte er seinen Vertrag bei Athletic Bilbao bis 2023.

### Nationalmannschaft
Córdoba war spanischer Nachwuchsnationalspieler und gehörte sowohl zum Kader der spanischen U16-Auswahl, für die er im März 2013 zwei Spiele absolvierte, der U17-Nationalmannschaft der Iberer, der U19-Auswahl Spaniens, für die er mindestens einmal zum Einsatz kam, sowie der U21-Nationalmannschaft der Spanier, für die er zwei Spiele absolvierte.

## Persönliches
Seine Brüder Aitor (* 1995) und Asier (* 2000) sind ebenfalls Fußballspieler. Aitor ist bei Burgos CF aktiv und Asier bei SD Logroñés.